# Víctor Ullate
Víctor Ullate (Saragossa, Aragó, 9 de maig 1947) és un prestigiós ballarí espanyol, coreògraf i director d'espectacles de dansa.
Va estudiar amb María de Ávila i començà la seva carrera professional amb Antonio Ruiz Soler l'any 1961. Tres anys després va ser contractat pel Ballet del segle XX, de Maurice Béjart, aconseguint ser-ne l'intèrpret principal.
El 1979 forma una companyia de ballet clàssic per encàrrec del govern espanyol, que va ser la primera de l'estat i que va dirigir durant quatre anys. L'any 1983 va crear l'escola Centro de Danza Víctor Ullate, a partir de la que més endavant va sorgir el Víctor Ullate Ballet – Comunidad de Madrid, el 1988.
L'any 2013 va publicar el seu llibre de memòries, La vida y la danza.

## Premis
Ha rebut diversos premis, entre els quals hi ha:
- 1989: Premi Nacional de Dansa d'Espanya[2]
- 1996: Medalla d'Or al Mèrit en les Belles Arts[2]
- 2003: Premi de Cultura de la Comunitat de Madrid, en la modalitat de Dansa[2]
- Premio Autor-Autor[2]
- 2008: Premi Max d'Honor[4]